# Chaetonotus hilarus
Chaetonotus hilarus är en djurart som tillhör fylumet bukhårsdjur, och som beskrevs av Schrom 1972. Chaetonotus hilarus ingår i släktet Chaetonotus och familjen Chaetonotidae. Inga underarter finns listade i Catalogue of Life.